# Badlands

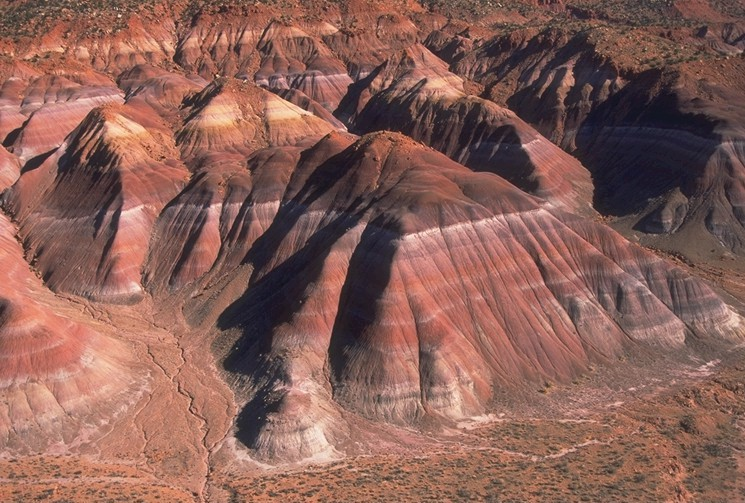
As badlands Chinle no Grand Staircase-Escalante National Monument.

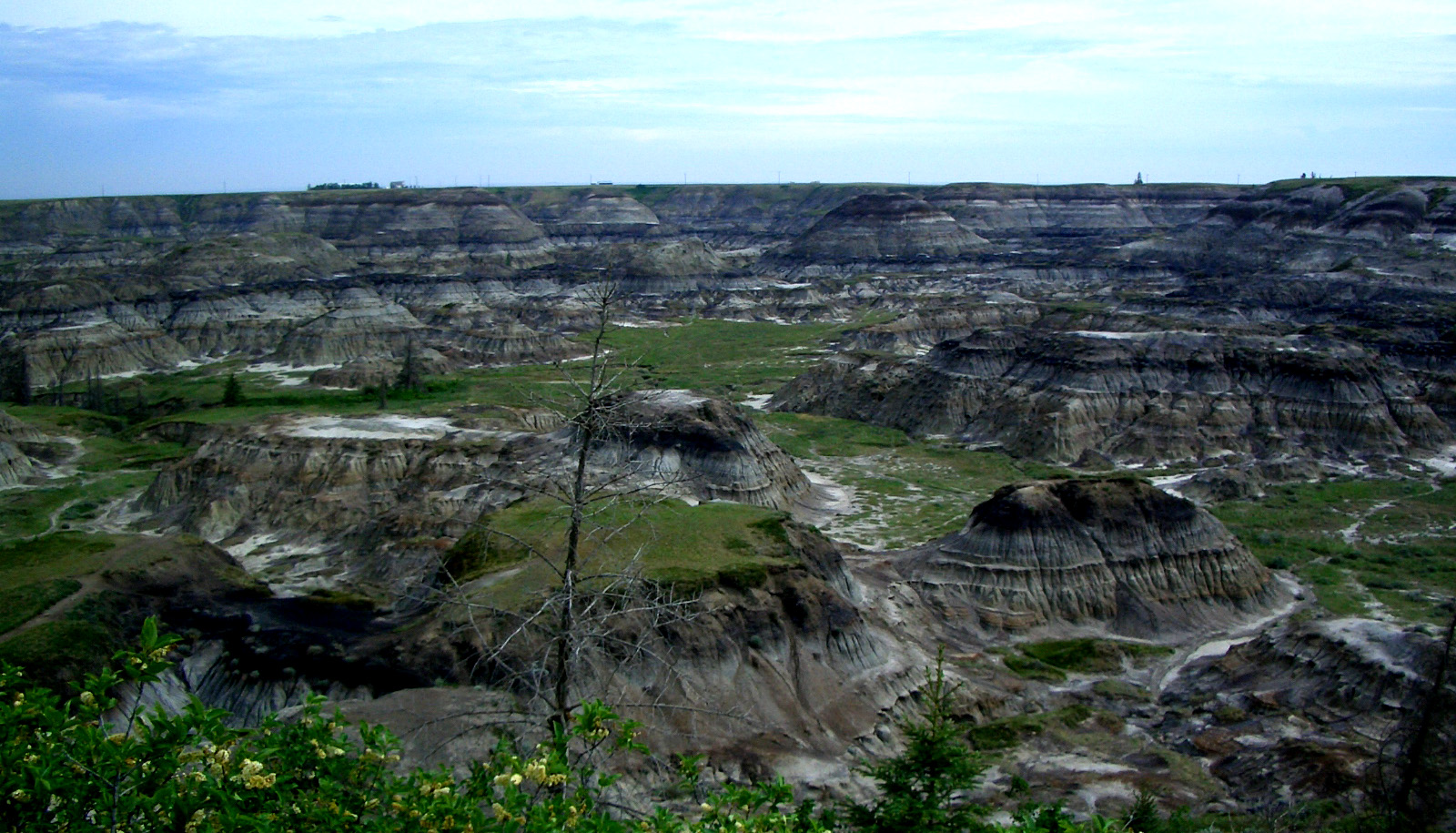
Drumheller.

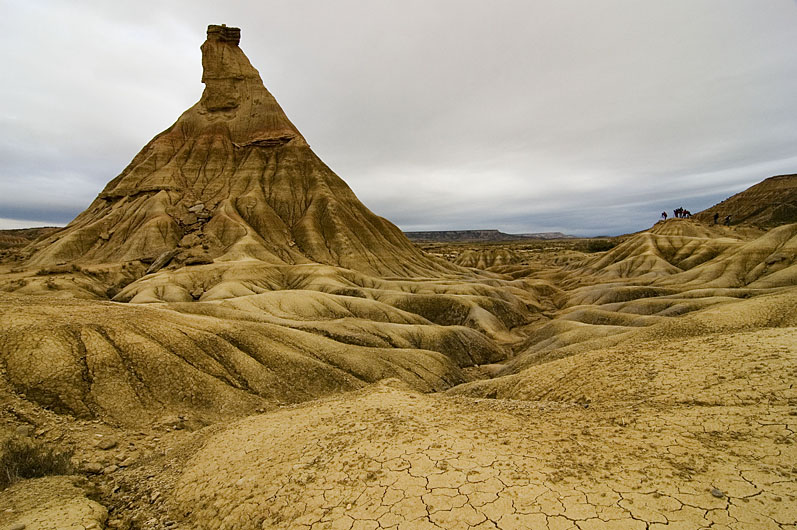
Bardenas Reales, Navarra (Espanha).

As Badlands (em português: terras más ou terras baldias) são um tipo de paisagem ruiniforme de características áridas e de litologia rica em lutitos, extensamente erodida pelo vento e água. Desfiladeiros, ravinas, barrancos, canais, chaminés de fadas (colunas de rocha com formas nos seus picos) e outras formas geológicas do estilo são comuns nas terras baldias. Frequentemente é difícil caminhar por elas. Dependendo das sucessões sedimentares que as formem, estas terras podem apresentar uma espetacular gama de cores, que alterna camadas que vão do negro azulado escuro, característico do carvão, ao branco do caulino ou o gesso, passando por vermelho brilhante, característico de algumas argilas.

## Origem do termo
O termo «terras baldias» tem uma dupla origem: por um lado, o povo dacota chamou à topografia mako sica, literalmente «más terras», e os caçadores franceses les mauvaises terres à traverser, «as terras más para atravessar». O nome é apropriado. As terras baldias são formadas em áreas de raras mas intensas chuvas e escassa vegetação, receita perfeita para uma erosão devastadora. A paisagem é caracterizada por encostas inclinadas, terra solta e argila, facto que impede viajar confortavelmente por elas.

## Características
Algumas das camadas de fósseis mais importantes foram encontradas neste tipo de terras, onde as forças da erosão expuseram as camadas de sedimentos e a falta de vegetação fez com que o trabalho dos agrimensores seja relativamente fácil.

## Locais considerados "badlands"
Algumas das formações de terras baldias mais conhecidas podem ser encontradas nos Estados Unidos e Canadá. Nos Estados Unidos o Theodore Roosevelt National Park no Dakota do Norte e o Badlands National Park no Dakota do Sul têm extensas formações de terras baldias. Outra famosa área de formação destas terras é o Toadstool Geologic Park no Oglala National Grassland no noroeste do Nebraska. Existe uma zona com um considerável número de terras baldias em Alberta, Canadá, sobretudo no vale do rio Red Deer, onde se encontra o Parque Provincial dos Dinossauros. O Royal Tyrrell Museum of Palaeontology em Drumheller, Alberta, também se encontra num terreno de terras baldias, pois contém numerosos fósseis encontrados na área.
Também há badlands na Europa, nomeadamente na Andaluzia Oriental, e em regiões desérticas ou semi-desérticas do norte de África e Ásia Central.